# Molvány
Molvány es un pueblo ubicado en el distrito de Szigetvár, en el condado de Baranya, Hungría.

## Superficie
Posee una superficie de 13,76 kilómetros cuadrados.

## Demografía
Hasta 2019 la población era de 175 habitantes, con una densidad de población de 12,72 habitantes por kilómetro cuadrado.